# Ceriagrion praetermissum
Ceriagrion praetermissum är en trollsländeart som beskrevs av Maurits Anne Lieftinck 1929. Ceriagrion praetermissum ingår i släktet Ceriagrion och familjen dammflicksländor. IUCN kategoriserar arten globalt som livskraftig. Inga underarter finns listade i Catalogue of Life.